# Ismael Blanco
Ismael Alfonso Blanco (Santa Elena, 19 gennaio 1983) è un ex calciatore argentino, di ruolo attaccante.

## Caratteristiche tecniche
È un attaccante opportunista, freddo sotto porta, rapido e veloce.

## Palmarès

### Club

#### Competizioni nazionali
- Coppa di Grecia: 1

AEK Atene: 2010-2011
- Coppe di Polonia: 1

Legia Varsavia: 2011-2012

#### Competizioni internazionali
- Coppa Sudamericana: 1

Lanús: 2013

### Individuale
- Miglior straniero del campionato greco: 1

2008
- Capocannoniere del campionato greco: 2

2007-2008 (19 gol), 2008-2009 (14 gol, a pari merito con Luciano Galletti)